# La Nouvelle Aube
La Nouvelle Aube (Batman: The Dark Knight: The Golden Dawn) est un comic américain sur Batman réalisé par David Finch et édité par DC Comics en 2011.

## Synopsis
Lorsque le premier amour de Bruce Wayne est enlevé par le mortel tandem du Pingouin et de Killer Croc, Batman se lance à sa recherche, prêt à tout pour les arrêter ! Mais, tapies dans l'ombre, des forces surnaturelles attendent également de jeter leur dévolu sur la jeune femme, plaçant Batman cornes-à-cornes avec le démon Etrigan, dans une lutte qui dépasse bien vite ses simples talents de détective.

## Personnages
- Bruce Wayne sous le masque de Batman
- Le Pingouin
- Killer Croc
- Etrigan

## Éditions
- DC Comics, 2011 : première édition anglaise
- 2012 : La Nouvelle aube (Urban Comics) : première édition française  (ISBN 978-2-365-77010-1)